# Martin Grabmann
Martin Grabmann (ur. 5 stycznia 1875 w Winterzhofen, w Górnym Palatynacie, zm. 9 stycznia 1949 w Eichstätt, w Bawarii) – niemiecki historyk ﬁlozoﬁi, mediewista i teolog katolicki, przedstawiciel neoscholastyki.
Święcenia kapłańskie przyjął w 1898 roku. Po dwóch latach pracy duszpasterskiej wyjechał do Rzymu, aby kontynuować studia z zakresu filozofii i teologii tomistycznej w Kolegium Dominikanów św. Tomasza, gdzie w 1902 uzyskał doktorat. W 1913 objął profesurę filozofii chrześcijańskiej na Wydziale Teologicznym w Wiedniu, a jesienią 1918 katedrę dogmatyki na Wydziale Teologicznym w Monachium, aż do rozwiązania wydziału w 1939 roku. W maju 1943 przeniósł się do Eichstätt z powodu coraz groźniejszych nalotów, ratując w ten sposób przed zniszczeniem swoją cenną bibliotekę, która stanowi podstawę biblioteki Instytutu Martina Grabmanna (Uniwersytetu w Monachium). Był autorem licznych prac z zakresu katolickiej filozofii kultury, m.in. Die Geschichte der scholastischen Methode (I–II, Fr 1909–1911, B 1988), jak również monografii Thomas von Aquin. Eine Einführung in seine Persönlichkeit und Gedankenwelt (Mn 1912, 19498).

## Literatura przedmiotu
- L. Ott, Martin Grabmann und die Erforschung der mittelalterlichen Philosophie, PhJ 59 (1949), 137–149;
- M. Kurdziałek, Sylwetki historyków ﬁlozoﬁi. Marcin Grabmann, RF 5 (1955–1957) z. 3, 141–163; H. Köstler, L. Ott, Martin G. Nachlass und Schrifttum, Pad 1980;
- Czesław Głombik, Martin Grabmann i polska ﬁlozoﬁa katolicka, Ka 1983;
- M. Schmaus, Theologische Realenzyklopädie, B 1985, XIV 110–112;
- Czesław Głombik, „Die Geschichte der scholastischen Methode” — achtzig Jahre später, FZPhTh 38 (1991) z. 1–2, 193–204;
- Czesław Głombik, Wczesne echa pism Martina Grabmanna w polskim ruchu tomistycznym, w: Rozważania o ﬁlozoﬁi a recentiori. Księga jubileuszowa oﬁarowana Profesorowi Józefowi Bańce, Ka 1994, 155–167.